# Christoffer Ulfeldt
Christoffer Ulfeldt (død 1653) var dansk rigsråd.
Han var søn af Knud Ebbesen Ulfeldt til Svenstrup og Beate Huitfeldt. 
I september 1605 blev han gift med Maren Ovesdatter Urup.
Han var i 1609 fændrik ved den skånske fanes rostjeneste og deltog i Kalmarkrigen. I 1612-18 var han forlenet med Heine Kirke, i 1618-19 med Froste Herred og fik derefter Gulland. 
I juli 1625 blev han rigsråd og krigskommissær i Skåne, fik derefter Laholm Len, ombyttede dette i 1627 med Tranekær Len og dette igen i 1629 med Helsingborg. I 1627 blev han generalkommissær på Fyn og Langeland. I den danske deltagelse i Trediveårskrigen blev han juni samme år kaldt til Christian 4. i Lauenborg. 
Umiddelbart efter at være blevet ridder af elefanten i 1633 sendtes han til et planlagt fredsmøde i Breslau, men kom kun til Frankfurt an der Oder og måtte vende tilbage med uforrettet sag. I 1637 og 1641 var han til herredage i Bergen. 
Ved Torstenson-krigens udbrud i 1643 fik han sammen med Tage Thott øverste ansvar for Skåne, men forlod i 1644 Helsingborg uden at efterlade nogen besætning, så byen kort efter måtte overgive sig til fjenden; selv tog han ophold på Malmøhus eller i Christianstad. I oktober 1645 modtog han de skånske fæstninger tilbage af svenskerne, og det følgende år var han til grænsebesigtigelse mellem Skåne og Halland.
I 1649 overlod han Helsingborg Len til sin søn Bjørn Ulfeldt. 
Han ejede, foruden Svenstrup, Råbelev, som han købte i 1616, og hvor han opførte en ny hovedbygning i 1637, Møllerød, Haneskov, Ugerup og Vandkive i Skåne. 
Den 24. oktober 1653 blev han begravet i Helsingborg. 